# برنارد كاميلي
برنارد كاميلي (بالفرنسية: Bernard Camille)‏ هو حكم كرة قدم سيشلي، ولد في 6 أكتوبر 1975.

## وصلات خارجية
- برنارد كاميلي على موقع Soccerway.com (الإنجليزية)